# 玉田支線
玉田支線，是台灣鐵路管理局位於基隆市已經廢除的一條貨運支線，由宜蘭線下行正線分歧
。該路線在廢止前主要進行運煤作業。

## 路線
路線自基隆車站南下之宜蘭線下行正線中途分歧，分歧處約位於今基隆市龍安街146號建物背面，向北往基隆站方向延伸，止於成功一路東側（約於今基隆市龍安街48號前一帶），長約300公尺

## 歷史
二戰後1948年7月5日啟用，以運送鄰近煤礦為主。 （页面存档备份，存于）
1972年至1973年間，台灣省議會蔡讚雄議員申請拆除宜蘭線及玉田支線，以以下理由提議拆除，以利基隆市南榮路拓寬工程進行：
1. 南榮路為北基公路進入基隆之門戶，受鐵路限制使南榮路無法拓寬。鐵路拆除後剩餘路基可供南榮路拓寬用，配合鄰近南榮河整治工程可為沿線開闢新社區。
2. 宜蘭線及玉田支線拆除後，原先於該線行駛之火車可經縱貫線鐵路行駛，對交通並無壞處。

審查意見隨後送政府辦理，決議照審查意見通過。
1978年，台灣鐵路管理局同意進行「玉田支線與宜蘭支線拆除計畫」以進行鄰近社區都市更新工程，而基隆市政府則需負擔約8000萬經費進行工程。
1979年12月20日，玉田支線拆除，吉隆、英和煤礦改在八堵站裝煤，約兩年後貨源消失。

## 調車辦法
〈玉田支線調車辦法〉

柒午文鐵機運字第三〇四七訓令公佈
四四鐵運轉字第二一五九號令修正

第一條　玉田支線（以下簡稱支線）調車辦法，除應依原有章則外，概依本辦法辦理之。

第二條　基隆站長對於支線內之車輛出入，應預先與八堵站長接洽並依照所定閉塞方式辦理。

第三條　支線內之調車機車除ＢＫ一○、ＣＫ五○、ＣＫ八○、ＣＫ一二○、ＣＫ一○○等型外，不得使用其他型式機車。

第四條　出入支線內之車輛應使用貫通氣軔。

第五條　由基隆站調往支線之車輛，每次不得超過十五輛，其所掛車輛，至少每三輛中必須有一輛備有軔缸之車輛。

第六條　施行本辦法規定之調車，從基隆站駛往支線時，機車應作為牽引運轉，由支線駛回基隆站時，應作為退行運轉，依前項運轉時最後部（退行運轉時最前部）應掛守車。

第七條　前條所列之退行運轉速度，每小時不得超過十五公里，調車員司應隨乘最前部之守車，並須向司機員顯示手作號誌。

第八條　在支線內調車時，禁止施行溜放。

第九條　支線內如有車輛停放時，應作防止溜出正線之措置，其止車楔應加鎖封閉之。

第十條　分歧點應設附有標誌之轉轍器，並裝設路牌鎖閉器（基隆、八堵間第一種路牌），進入支線時，調車員司應向司機員領取路牌親自開啟，使用完畢後交還司機員收執。

第十一條　第九條所規定之鑰匙應由基隆站長負責保管，每次調車時交由調車員司應用，調車完畢應送還基隆站長保管。

第十二條　施行本辦法所規定調車駛回基隆站時，應於上行列車進站號誌機處作一度停車後，依相當手作號誌進站。

第十三條　調車工作之執行，應由基隆站長與基隆機務段長妥為接洽後適宜辦之，但不得阻礙正線列車之行駛。

第十四條　本辦法如有未盡事宜，得隨時修訂之。

第十五條　本辦法自公佈之日起施行。